# Arnon
Arnon és una característica d'albedo a la superfície de Mart, localitzada amb el sistema de coordenades planetocèntriques a 47.66 ° latitud N i 25 ° longitud E. El nom va ser aprovat per la UAI l'any 1958 i fa referència a Arnon, nom antic del uadi Mujib, a Jordània.
Northernmost Latitude
Southernmost Latitude
47.66 °
Easternmost Longitude